# Wedge Mountain
Der Wedge Mountain, 2895 m hoch mit einer Schartenhöhe von 2249 m, lokal oft als The Wedge oder einfach "Wedge" bezeichnet, ist der höchste Gipfel der Garibaldi Ranges und daher auch des Garibaldi Provincial Park im Südwesten der kanadischen Provinz British Columbia, 12 km östlich der Gemeinde Whistler.

## Umgebung
Der Wedge Mountain ist wie die nächstgelegenen Gipfel vom Skigebiet Whistler-Blackcomb aus sichtbar. Er liegt nördlich entlang des Tals mit dem Billygoat Pass gegenüber der Spearhead Range, in welcher sich einer der Hausberge des Ressorts, der Blackcomb Mountain befindet. Benannt wurde er 1932 nach seinem markanten keilförmigen Umriss durch das Garibaldi Park Board, welches dem Namen Mount Vancouver den Vorzug gab, obwohl dieser Name früher vorgeschlagen wurde. Der Berg ist Teil einer namenlosen Bergkette, welche die nördliche Gruppe von Gipfeln der Garibaldi Ranges bildet. Zu den beiden erwähnenswertesten davon zählen der Mount Weart, bekannt als Sessel aufgrund seiner Form und der Mount Currie, welcher die Reservation der gleichnamigen First Nations und die benachbarte Stadt Pemberton überragt. Die sehr große Schartenhöhe des Wedge Mountain wird durch die Wasserscheide zwischen dem Green River und dem Cheakamus River an einem Ort am Südende des Alta Lake begründet, die als Tokum Corners bekannt ist.
Der Berg bildet einen Punkt der Grenze zwischen dem New Westminster und dem Lillooet Land District.

## Besteigung und Zugang

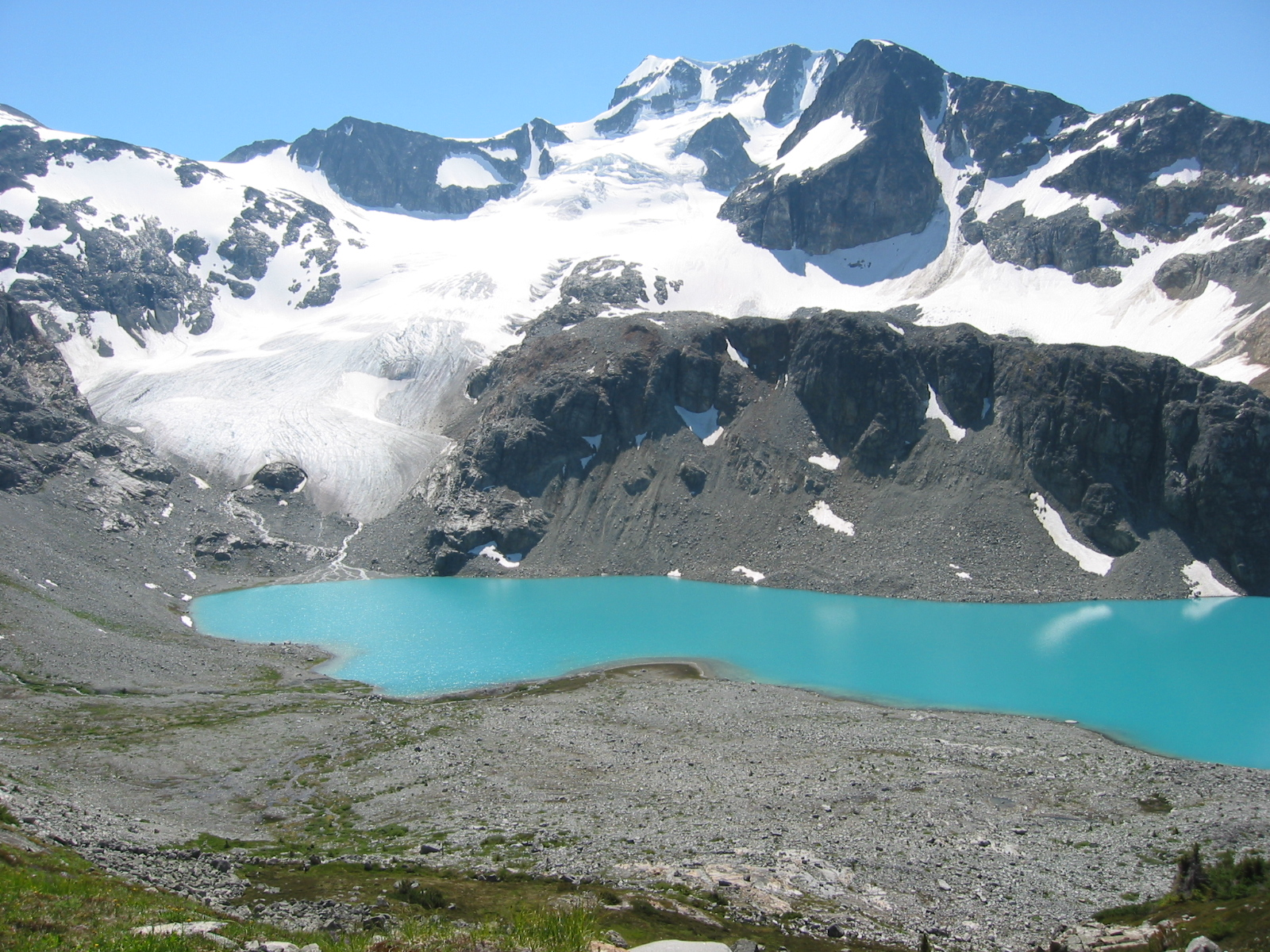
Wedge Mountain von Norden mit dem Wedgemount Lake im Vordergrund. Die Schutzhütte am Wedgemount Lake sowie dessen Abfluss befinden sich außerhalb des rechten Bildrandes.

Ein 6 km steiler Pfad führt zu einem Schutzhütten- und Campingplatz in freier Natur am Wedgemount Lake. Ohne schwere Ausrüstung benötigt man etwa drei Stunden von einem Parkplatz nahe der Bahnstation am Green Lake und dem Bahnübergang der Canadian National Railway aus. Gegenüber der Hütte am Wedgemount Lake liegt der Gletscher und über diesem der Gipfel. Die Hütte, gelegen am Nordende des Sees liegt auf etwa 1920 m Höhe. Mehrere Wege führen zum Gipfel. Der eher direkte Weg besteht aus einem messerscharfen Grat, als nordöstliche Arête bezeichnet, für den allerdings eine vollständige Ausrüstung für winterliches Bergsteigen benötigt wird. Eine Route, bei der auf diese Hilfsmittel verzichtet werden kann, bildet die über die Südflanke. Dieser Teil des Berges kann vom Tal aus gesehen werden, der sich als steiler felsbedeckter Hang darstellt. Um die Südseite zu erreichen, müssen die Seilschaften über den Gletscher hinweg zum West Couloir klettern, quer über dessen Grund und nach links aufwärts. Der größte Teil des Wedge Mountain liegt in einem Provincial Park, sodass es nicht erlaubt ist, Personen per Hubschrauber abzusetzen. In den 1970er Jahren erstreckte sich der Gletscher, der heute gerade das Ostende des Wedgemount Lake erreicht, noch bis in den See hinein. Der Abschluss erreichte damals noch ca. 10 m Höhe.

## Klima
In Bezug auf die Klimaklassifikation nach Köppen und Geiger liegt der Wedge Mountain im Bereich des Seeklimas (Cfb) an der Westküste Nordamerikas. Die meisten Wetterfronten stammen vom Pazifik und bewegen sich ostwärts auf die Coast Mountains zu, wo sie durch die Berge zum  Aufsteigen (Windstau) gezwungen werden, was wiederum dazu führt, dass die enthaltene Feuchtigkeit in Form von Regen oder Schnee abgegeben wird. Im Ergebnis führt das zu hohen Niederschlägen in den Coast Mountains, insbesondere zu starken Schneefällen im Winter. Die Monate Juli bis September bieten die besten Wetterbedingungen für einen Aufstieg.